# Condado de Harnett
O Condado de Harnett é um dos 100 condados do estado americano da Carolina do Norte. A sede do condado é Lillington, e sua maior cidade é Dunn. O condado possui uma área de 1 557 km² (dos quais 16 km² estão cobertos por água), uma população de 91 025 habitantes, e uma densidade populacional de 59 hab/km² (segundo o censo nacional de 2000). O condado foi fundado em 1855.